# Maurice Paul Marie La Mache
Maurice Paul Marie La Mache (La Mulatière, 28 juillet 1887 - Lyon, 12 décembre 1976) est un prêtre et le fondateur de l'École d'apprentissage supérieur La Mache, dite « du Bachut ». 

## Enfance, formation et début de carrière
Il est le fils de Paul La Mache et de Blanche Brac de la Perrière, qui le forment dans une solide tradition de soutien aux œuvres catholiques et à la liberté religieuse. Il est élève Aux Lazaristes de Lyon puis entame sa formation religieuse au séminaire diocésains de Francheville entre 1904 et 1910. Il complète sa formation par deux années universitaires qui l'amènent au doctorat en 1912. Ordonné prêtre le 17 décembre 1910, sa première affectation est le vicariat à Saint-Michel entre 1912 et 1920. Mobilisé durant la Première guerre mondiale, il reste à Lyon comme infirmier. Durant quelques mois entre 1919 et 1920, il est nommé à Ainay.

## L'École d'apprentissage supérieur
En juillet 1920, le cardinal Maurin lui demande de travailler à la création d'une école catholique de formation professionnelle supérieure. Il l'ouvre en octobre 1920 avec vingt-cinq élèves au 112, cours Gambetta. 
Cette fondation prodigue un enseignement se situant entre l'École de la Salle, plus théorique et les ateliers d'apprentissage, uniquement pratique. Elle est fondée en revanche selon la même articulation avec son environnement catholique. Le patronat catholique la finance, et rétribue les apprentis sur le fruit de leur travail. 
Maurice La Mache organise un enseignement confessionnel rigoureux, proche des idées de Marius Gonin, aidé de l'abbé Igonin. L'école s'inscrit dans le mouvement de la JOC dès 1928. Malgré des difficultés financières, l'école se déplace au Bachut au 75, boulevard Jean-XXIII et s'agrandit, avec cent quarante élèves en 1936.
Il reste directeur de l'école jusqu'en 1970.

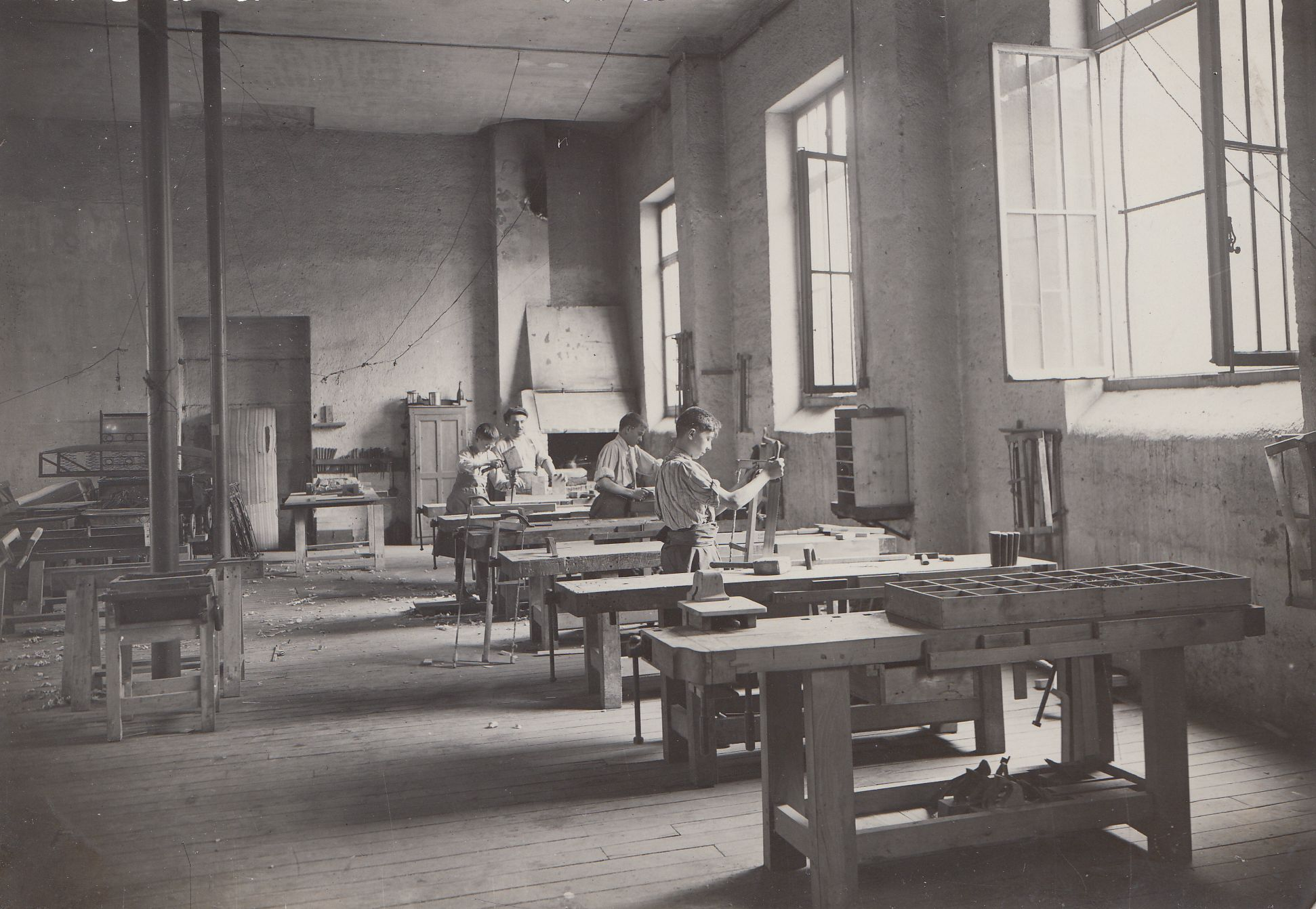
Intérieur de l'école cours Gambetta.
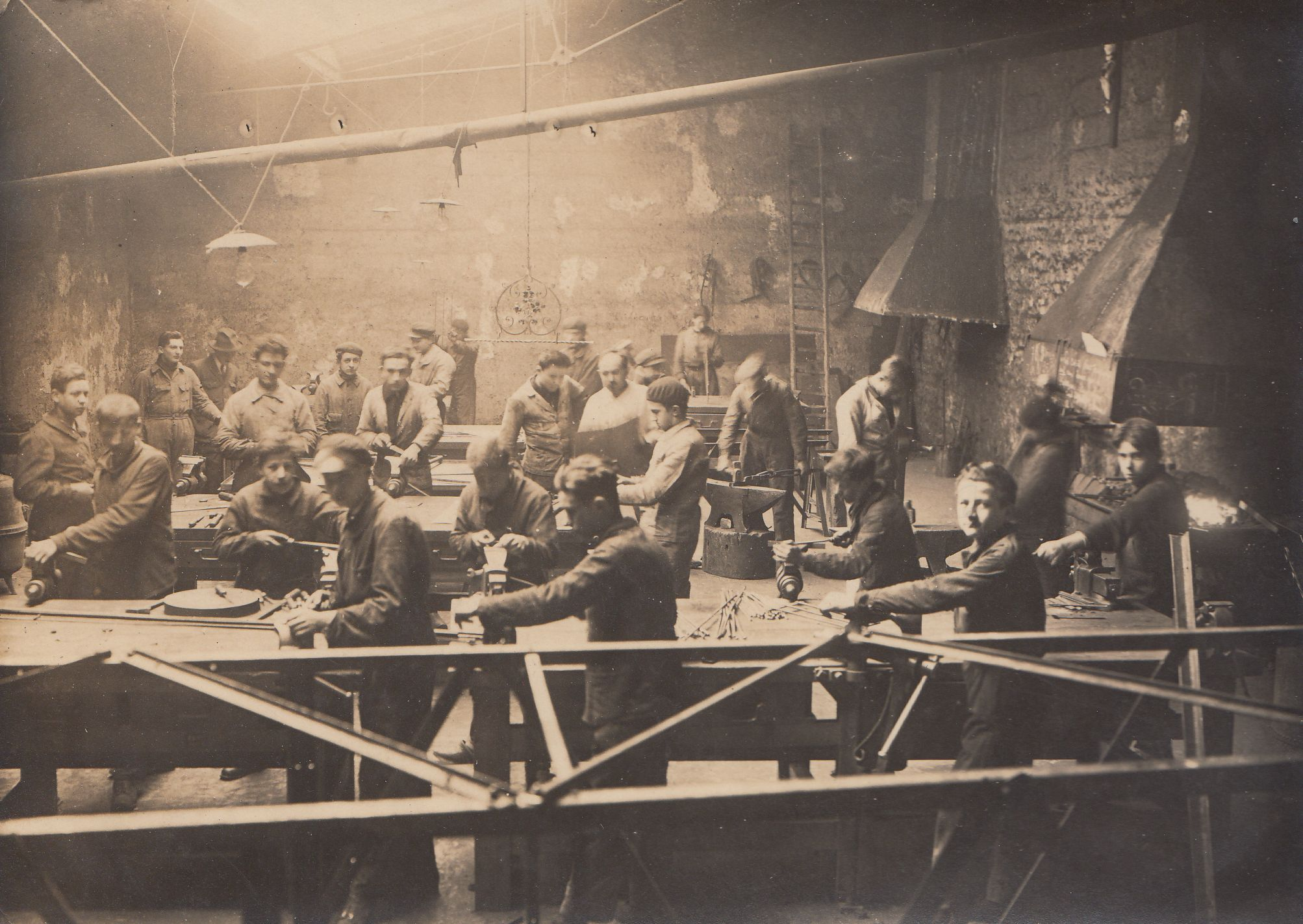
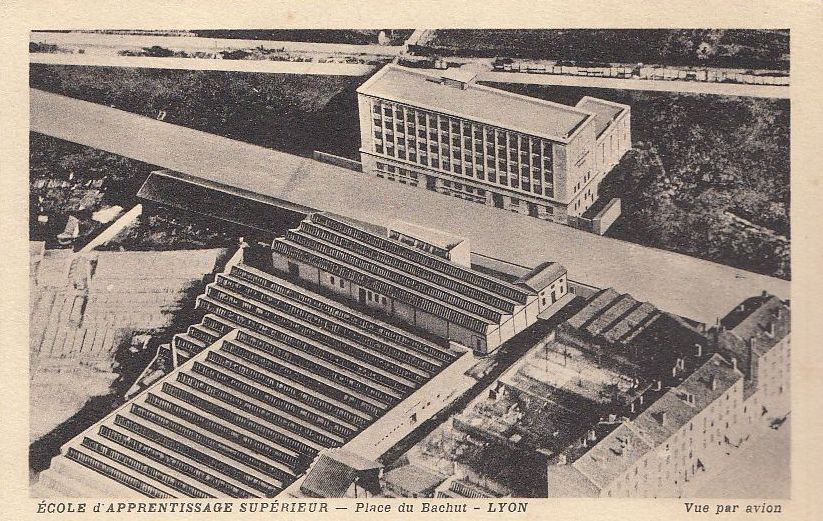
L'école du Bachut vue d'avion.

## Autres facettes de sa carrière
En 1934, La Mache participe à la création de l'Union nationale de l'Enseignement technique privé dont il prend la présidence jusqu'en 1959.